# Holoplatys planissima
Holoplatys planissima là một loài nhện trong họ Salticidae.
Loài này thuộc chi Holoplatys. Holoplatys planissima được Ludwig Carl Christian Koch miêu tả năm 1879.